# Xiejia (köpinghuvudort i Kina, Jiangsu Sheng, lat 32,76, long 119,59)
Xiejia (kinesiska: 卸甲, 卸甲镇) är en köpinghuvudort i Kina. Den ligger i provinsen Jiangsu, i den östra delen av landet, omkring 110 kilometer nordost om provinshuvudstaden Nanjing. Antalet invånare är 49 758. Befolkningen består av 25 924 kvinnor och 23 834 män. Barn under 15 år utgör 10,0 %, vuxna 15-64 år 73 %, och äldre över 65 år 16,0 %.
Runt Xiejia är det tätbefolkat, med 762 invånare per kvadratkilometer. Närmaste större samhälle är Gaoyou, 11,3 km väster om Xiejia. Trakten runt Xiejia består till största delen av jordbruksmark.
Genomsnittlig årsnederbörd är 1 119 millimeter. Den regnigaste månaden är juli, med i genomsnitt 254 mm nederbörd, och den torraste är januari, med 28 mm nederbörd.